# Stapari
Stapari (Servisch cyrillisch Стапари) is een plaats in de Servische gemeente Užice. De plaats telt 974 inwoners (2002).

## Afbeeldingen

Omgeving van Stapari
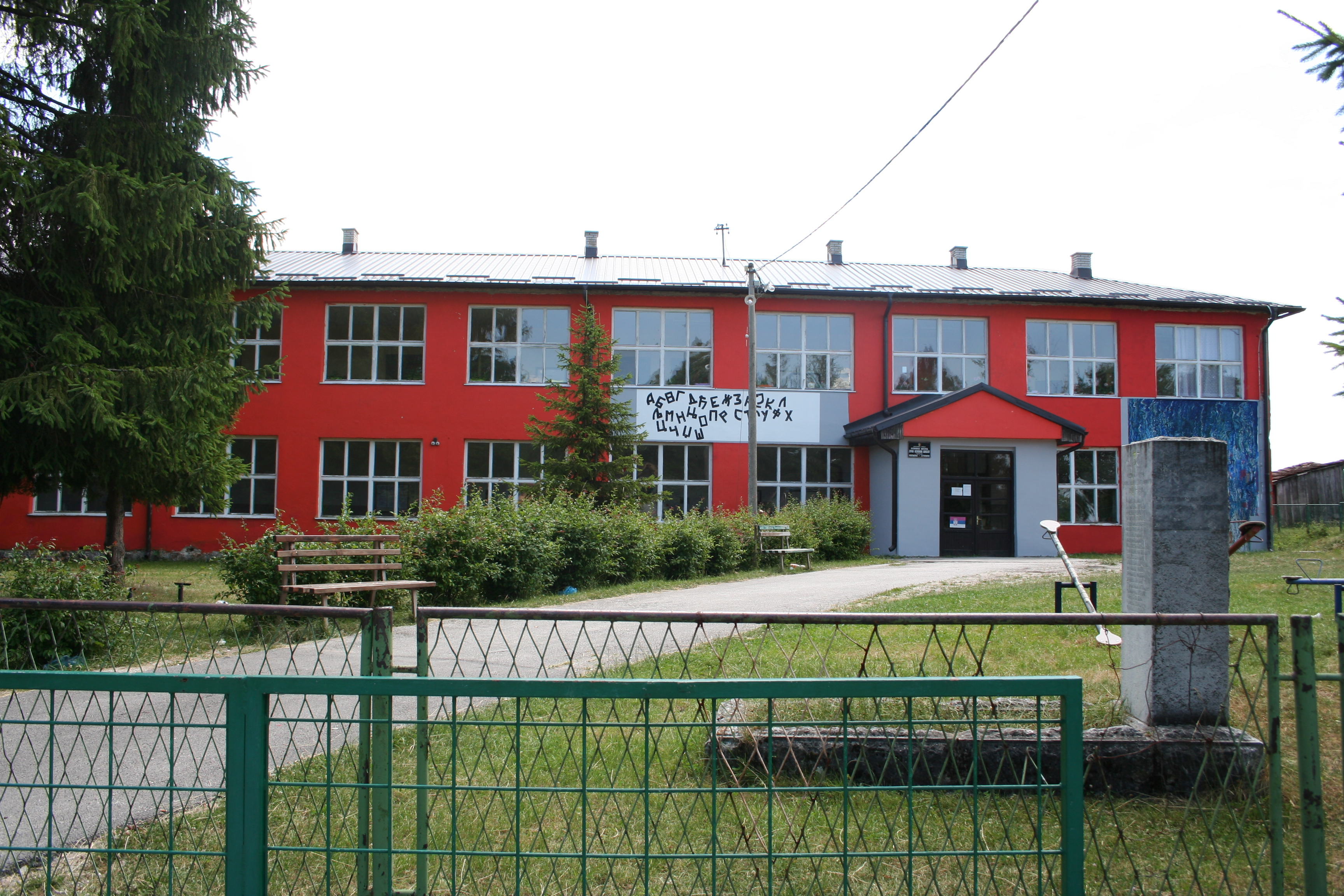
School in Stapari
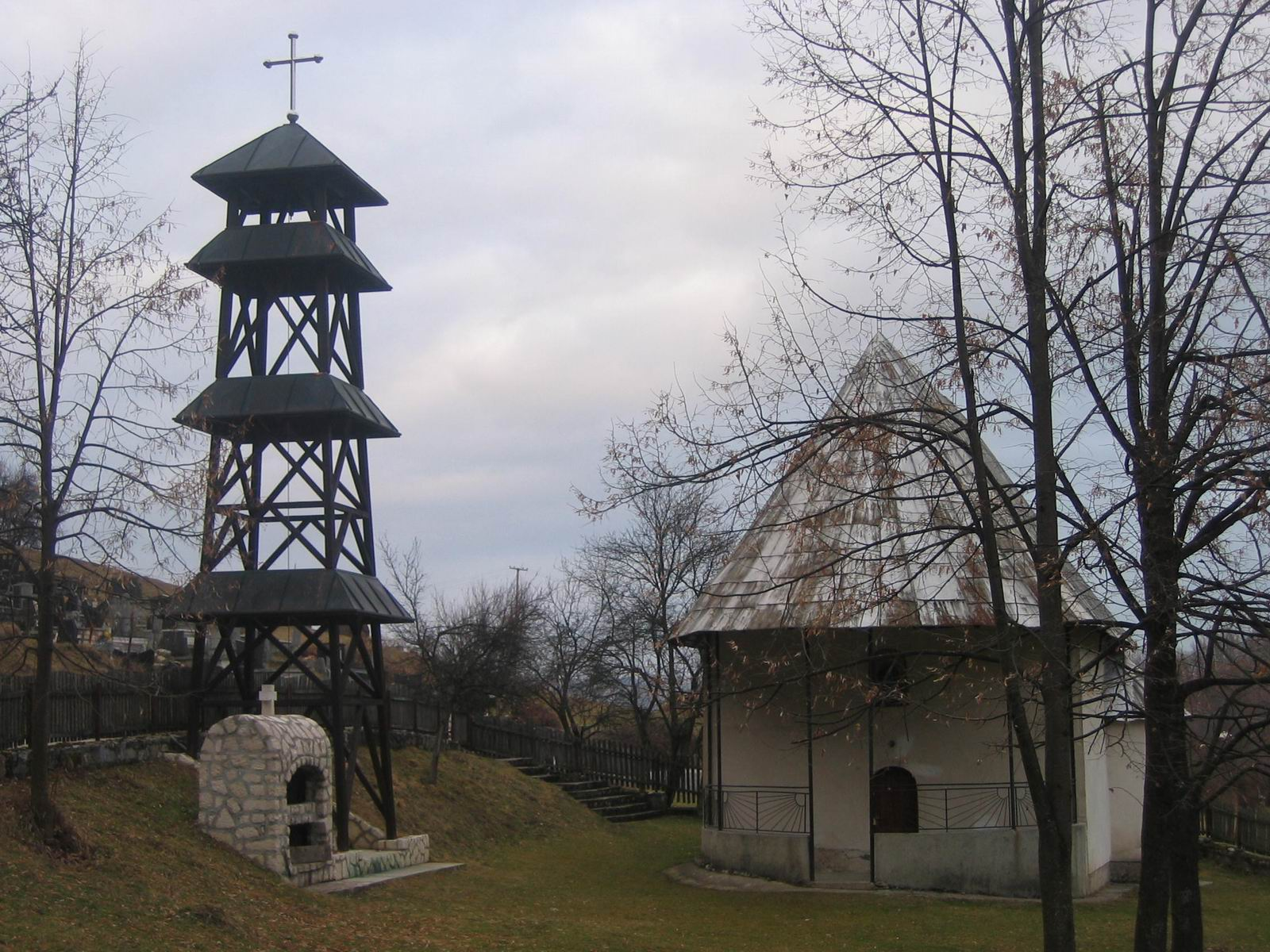
Kerk in Stapari